# Pajualuse
Pajualuse est un village de la Commune de Jõhvi du Comté de Viru-Est en Estonie. Au 1er janvier 2012, il compte 41 habitants.